# Efferia loewi
Efferia loewi är en tvåvingeart som först beskrevs av Luigi Bellardi 1862.  Efferia loewi ingår i släktet Efferia och familjen rovflugor. Inga underarter finns listade i Catalogue of Life.